# Association Sportive Sogara
L'Association Sportive Sogara (nom complet Association Sportive de la Société Gabonaise de Raffinage) és un club gabonès de futbol de la ciutat de Port-Gentil. Fou un dels clubs més destacats del futbol gabonès durant els anys vuitanta i noranta amb sis títols de lliga i un de copa.

## Palmarès
- Lliga gabonesa de futbol: [3]
  - 1984, 1989, 1991, 1992, 1993, 1994

- Copa gabonesa de futbol: [4]
  - 1984